# Physematium mexicanum
Physematium mexicanum — вид родини вудсієвих (Woodsiaceae), зростає по всій Мексиці.

## Середовище проживання
Зростає по всій Мексиці.